# Дзенцьолово (Підляське воєводство)
Дзенцьолово (пол. Dzięciołowo) — село в Польщі, у гміні Ясвіли Монецького повіту Підляського воєводства.
Населення — 237 осіб (2011).
У 1975—1998 роках село належало до Білостоцького воєводства.

## Демографія
Демографічна структура станом на 31 березня 2011 року:
|          | Загалом | Допрацездатний вік | Працездатний вік | Постпрацездатний вік |
| -------- | ------- | ------------------ | ---------------- | -------------------- |
| Чоловіки | 121     | 23                 | 81               | 17                   |
| Жінки    | 116     | 25                 | 56               | 35                   |
| Разом    | 237     | 48                 | 137              | 52                   |